# Eumeta rougeoti
Eumeta rougeoti är en fjärilsart som beskrevs av Jean Bourgogne 1955. Eumeta rougeoti ingår i släktet Eumeta och familjen säckspinnare. Inga underarter finns listade i Catalogue of Life.